# Weronika Jakubczak
Weronika Jakubczak – polska prawnik, dr hab., od 2017 roku profesor Szkoły Głównej Służby Pożarniczej, poprzednio pracowała jako profesor Społecznej Akademii Nauk.

## Życiorys
Studiowała na Wydziale Prawa i Administracji Uniwersytetu Warszawskiego i w Szkole Prawa Amerykańskiego, a także jest absolwentką  podyplomowych studiów Szkoły Głównej Handlowej. 26 maja 2009 uzyskała doktorat za pracę pt. Wpływ globalizacji na bezpieczeństwo militarne w Polsce, w 2014 habilitowała się na podstawie dorobku naukowego i pracy.
Objęła funkcję profesora w Społecznej Akademii Nauk.

## Publikacje
- 2009: Obrona narodowa w Polsce / Ryszard Jakubczak, Weronika Jakubczak[3]
- 2012: Uwarunkowania obrony narodowej Polski na rzecz bezpieczeństwa narodowego[3]
- 2013: Zjawiska i procesy społeczne wynikające z globalizacji zagrażające stabilności wewnętrznej państwa[3]